# Los Palacios (Cuba)

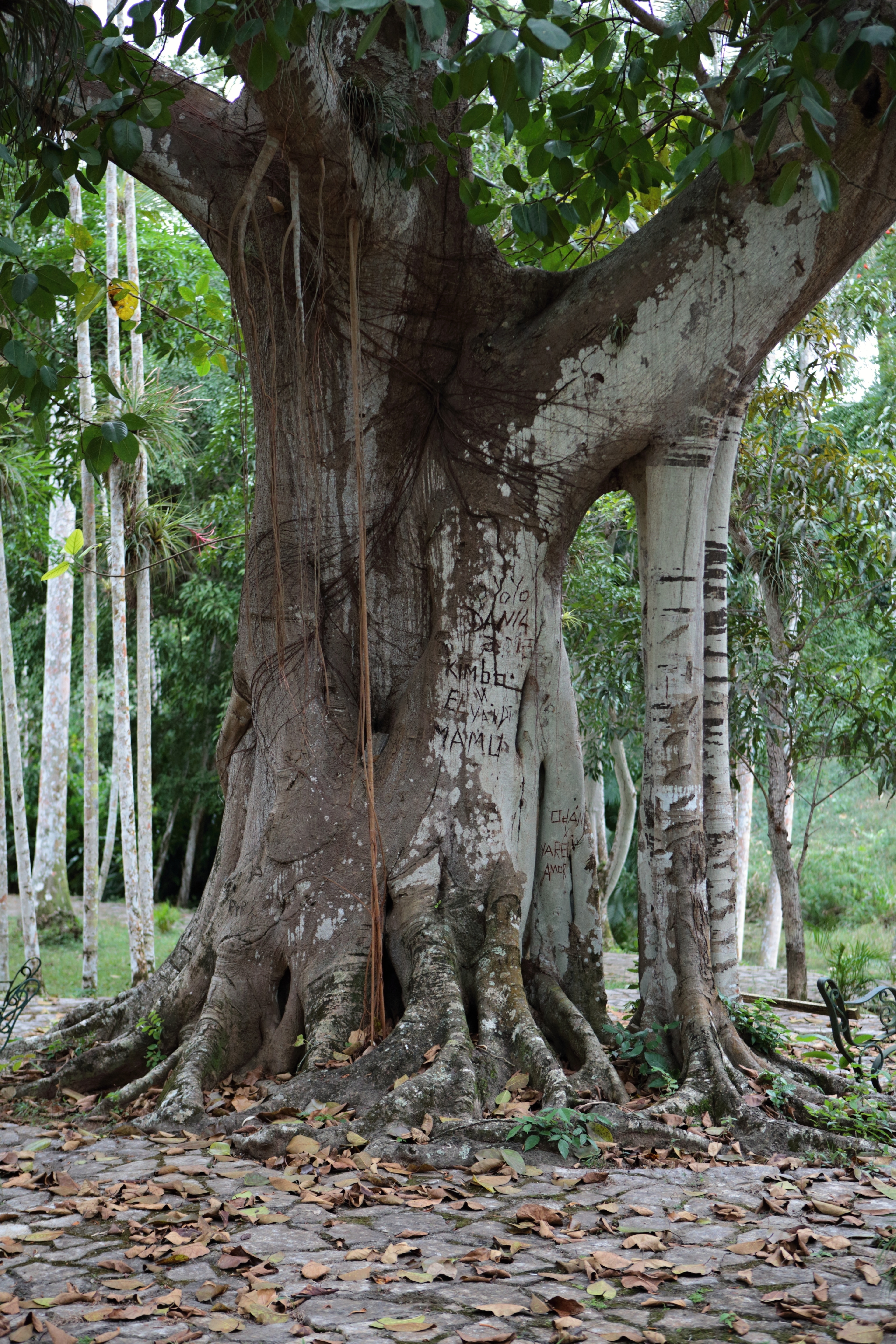
Árvore em Los Palacios.

Los Palacios é um município de Cuba pertencente à província de Pinar del Río. 